# Amer (Katalonien)
Amer ist eine katalanische Gemeinde in der Provinz Girona im Nordosten Spaniens. Sie liegt in der Comarca La Selva.

## Städtepartnerschaft
- Malaunay (Frankreich)

## Söhne und Töchter der Stadt
- Arnau Descolomer († 1410), Präsident der Generalitat de Catalunya von 1384 bis 1389
- Carles Puigdemont (* 1962), Politiker

In Amer befindet sich die Balma de la Xemeneia.